# Forteresse de Daman

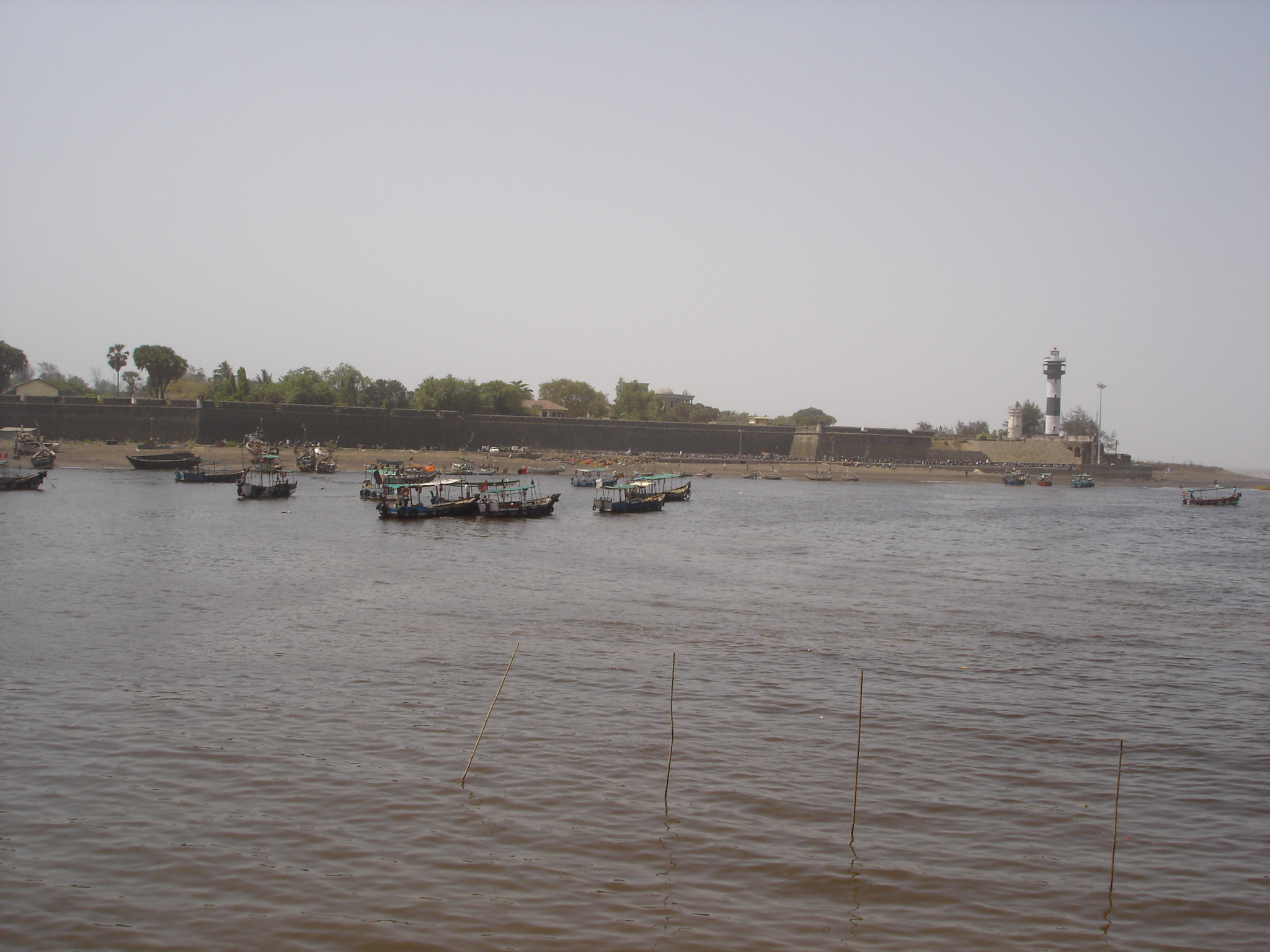
La forteresse de Daman, Inde.

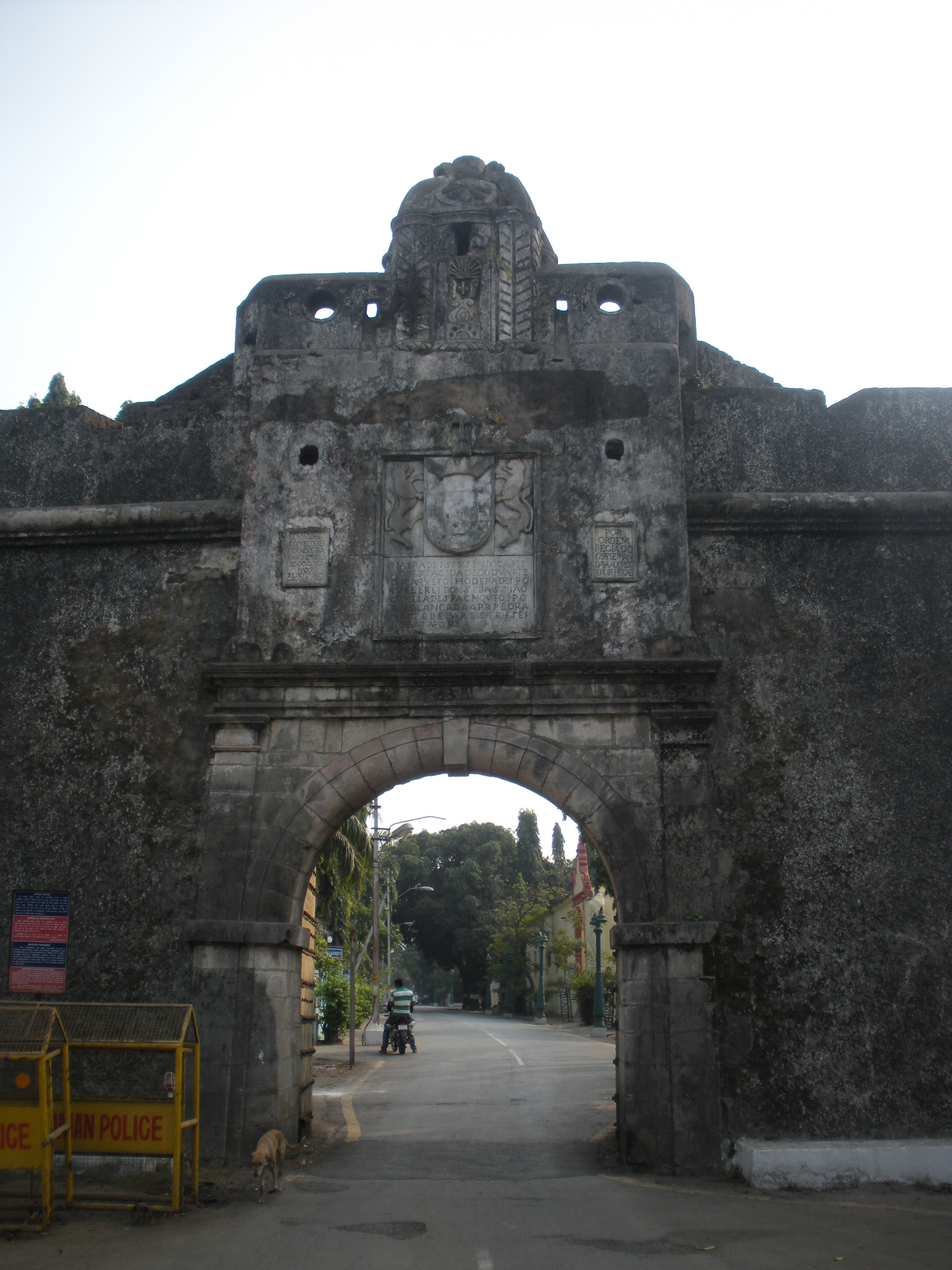
Entrée de la forteresse

La forteresse de Daman est située sur l'estuaire de la rivière Damanganga, sur la côte du golfe de Cambay, dans la ville de Daman en Inde.

## Histoire
Daman a été atteint accidentellement par les portugais sous le commandement de Diogo de Melo en 1523.
En 1534, le vice-roi D. Nuno da Cunha envoyé Antonio Silveira et le capitaine-major Martim Afonso de Sousa balayer les bastions de Daman, où étaient situées les installations de support de la flotte ennemie.

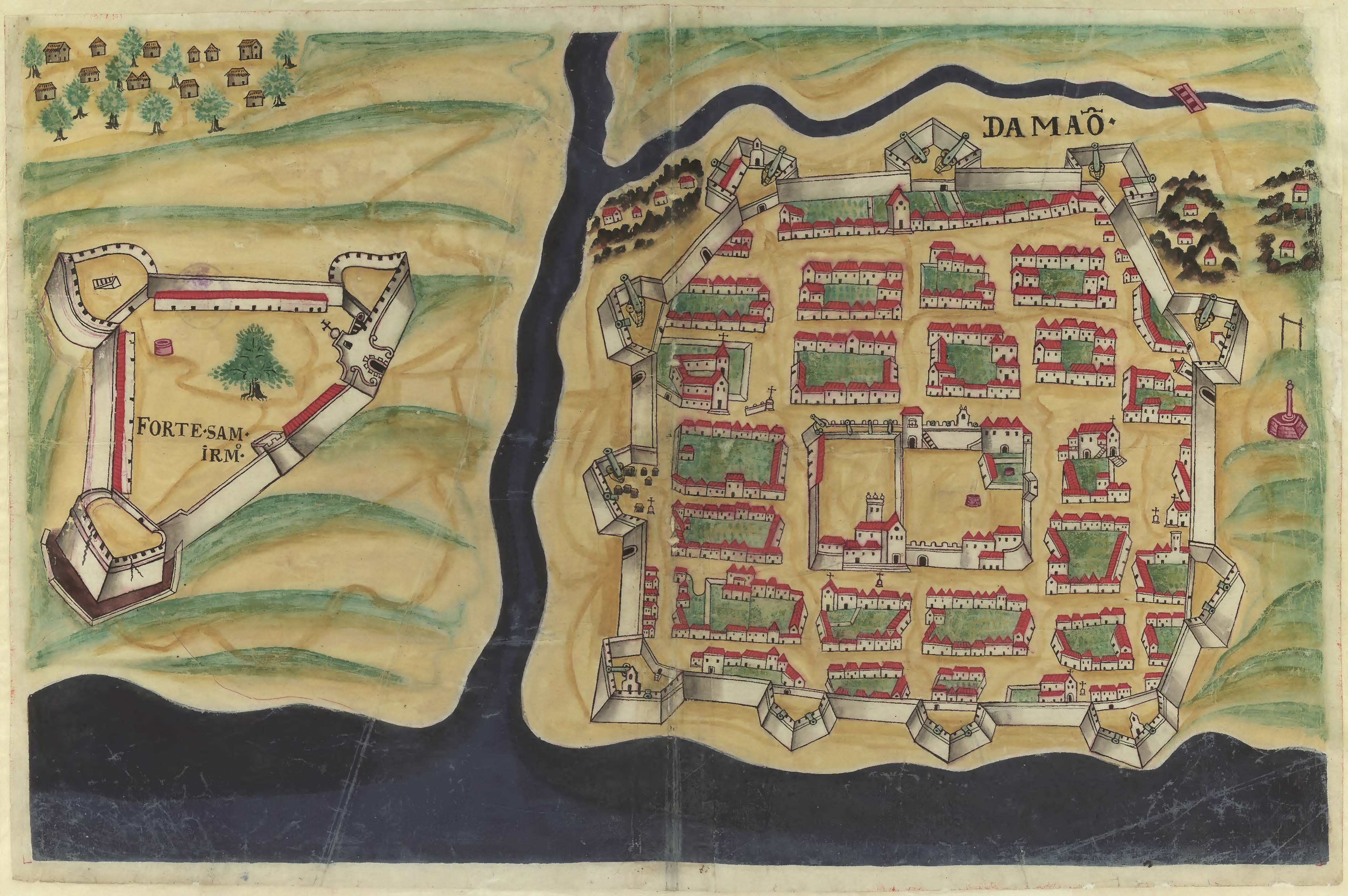
Plan des deux forteresses de Daman

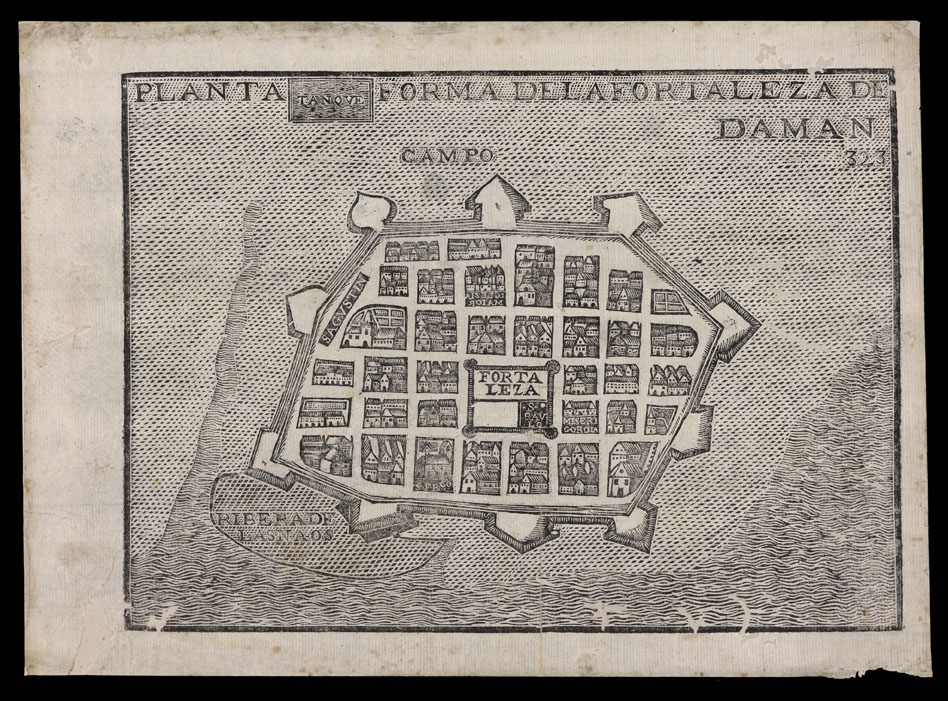
Plan de la forteresse en 1600

La ville ne sera définitivement conquise qu'en 1559 par les forces du vice-roi D. Constantino de Bragança, qui construisirent la forteresse actuelle en réutilisant l'existant.
Dans la zone de Petit Daman, sur la rive droite de la rivière Damanganga, occupée en 1614, on a construit le Fort de san Jerónimo (aujourd'hui Nani Daman).
Le 18 décembre 1961, le district portugais de Daman a été envahi et occupé par les troupes de l'Union Indienne et intégrées dans l'actuel territoire Indien de Dadra et Nagar Haveli et Daman et Diu. 
La forteresse est encore essentiellement dans son état original, et sert de siège aux institutions de la ville.